# Gyrtonides
Gyrtonides is een geslacht van vlinders van de familie visstaartjes (Nolidae), uit de onderfamilie Chloephorinae.

## Soorten
- G. albifascia Hampson, 1912
- G. fritzi Schaus, 1934